# Glob Herman
Glob Herman egy kitalált szereplő a Marvel Comics képregényekből. Első megjelenése a New X-Men #117.-ik  számában volt. Megalkotói Grant Morrison és Ethan Van Sciver.
Hermann bőre teljesen átlátszó, az anyaga pedig különleges élő bio-paraffin, ezért még a többi mutáns között is kitűnik.

## Története
A fiú azután iratkozott be a Xavier Iskolába, hogy a professzor a Cassandra Nova indította  megsemmisítő erejű Genoshai Őr támadást követően nyilvánosan bejelentette, hogy maga is mutáns. Az iskolában összebarátkozott Quentin Quire-vel, és csatlakozott hozzá, mikor a másik emberellenes lázadást szított a diákok között.
Tevékenyen részt vett az Omega Gang okozta zűrzavarban, így azon emberek bántalmazásában is, akikről úgy vélték, szerepük lehetett Jumbo Carnation, egy mutáns divattervező halálában. (Jumbo valójában túladagolta a Kick nevű drogot.) Később társ volt a U-Men felforgató csoport mészárlásában.

## Az M-day
Hermann a House of M eseményei után is megtartotta a képességeit.

## Képességei
Hermann csontváza és belső szervei egy bio-paraffin szerű anyagban lebegnek, ami egy gyúlékony eleven viasz. Emberfeletti erővel, sebességgel és rugalmassággal bír, valamint képes a paraffint kis adagokban leválasztani a testéről.

## Más megjelenései
Glob Herman látható az X-Men: Az ellenállás vége című filmben, ahol az Alcatraz elleni támadás egyik résztvevője. Lelőtték egy gyógyító dárdával és ekkor visszaváltozott csepp-alakjából normális testbe.

## Külső hivatkozások
- Glob Herman képgaléria a www.comicvine.com-on[halott link]